# Guy Coburn Robson
Guy Coburn Robson est un zoologiste britannique, né en 1888 et mort en 1945.

## Biographie
Il est conservateur au Natural History Museum de Londres et fait paraître des travaux sur les céphalopodes.

## Quelques publications
- Guide to the Mollusca exhibited in the Zoological Department, British Museum (Londres, 1923).
- A Monograph of the Recent Cephalopoda. Based on the collections in the British Museum, Natural History (deux volumes, Londres, 1929-1932).
- The Variation of Animals in Nature (Longmans & Co., Londres, 1936).